# Armenische Klosteranlagen in Iran
Die armenischen Klosteranlagen in Iran sind eine UNESCO-Welterbestätte in den Provinzen West-Aserbaidschan und Ost-Aserbaidschan in Iran. Die Stätte umfasst drei Gruppen armenischer Kirchen, das Kloster Sankt Thaddäus, das Kloster Sankt Stephanos und die Kapelle von Dsordsor, die zwischen dem 7. und 16. Jahrhundert errichtet wurden. Auf der 32. Sitzung des Welterbekomitees im Jahr 2008 wurde die Stätte in die Liste des Weltkulturerbes aufgenommen.
| Name der Stätte                  | Standort | Bild | Beschreibung | Schutzzone [ha] | Pufferzone [ha] |
| -------------------------------- | -------- | ---- | --- | --------------- | --------------- |
| Ensemble Kloster Sankt Thaddäus  |          |      | |                 |                 |
| Kloster Sankt Thaddäus           | Lage     |      | Die Anlage umfasst das Kloster selbst und fünf angrenzende Kapellen, von denen sich eine im nahe gelegenen Dorf, die drei anderen befinden sich an der Ostseite des Wasserlaufs nördlich des nördlich des Klosters, und die vierte, bekannt als Sandokht-Kapelle, liegt 3 km südlich des Klosters. Es umfasst auch 2 Friedhöfe, der eine ist ein öffentlicher Friedhof und der andere ist ein geistlicher Friedhof.                                        | 29,85           | 310,98          |
| Dorf Qara-Kelisa                 | Lage     |      | | 8,3             | 310,98          |
| Kapelle 5 (Sandokht-Kapelle)     | Lage     |      | | 1,97            | 310,98          |
| Ensemble Kloster Sankt Stephanos |          |      | |                 |                 |
| Hauptkloster                     | Lage     |      | Der heilige Bartholomäus gründete um 62 n. Chr. an dieser Stelle eine Kirche, von der jedoch nur noch wenige Spuren vorhanden sind. Das erste Kloster wurde im siebten Jahrhundert erbaut und im zehnten Jahrhundert erweitert. Im 16. Jahrhundert verfiel das Kloster allmählich und wurde aufgegeben. Nach 1650 besetzten die Safawiden die Region wieder, und das verlassene Kloster wurde in der zweiten Hälfte des 17. Jahrhunderts wieder aufgebaut. | 72,05           | 312,79          |
| Muttergotteskirche               | Lage     |      | | 9,84            | 312,79          |
| Chupan-Kapelle                   | Lage     |      | Die Kapelle wurde für die Hirten der Region und jene, die keinen unmittelbaren Zugang zu einer Kirche hatten, 1518 erbaut und 1836 wiederaufgebaut. | 1,17            | 4               |
| Ensemble Kapelle von Dsordsor    |          |      | |                 |                 |
| Hauptkapelle                     | Lage     |      | Die zwischen 1315 and 1324 erbaute Anlage hatte ihre Blütezeit im 14. Jahrhundert. Sie wurde im 16. Jahrhundert durch Abbas I. im Rahmen der Umsiedlung der Armenier zerstört. Die Hauptkapelle ist das einzige erhaltene Gebäude der Anlage. | 0,78            | 27,23           |
| Das Dorf Baran                   | Lage     |      | | 4,25            | 27,23           |